# Pont-du-Bois
Pont-du-Bois és un municipi francès situat al departament de l'Alt Saona i a la regió de Borgonya - Franc Comtat. L'any 2007 tenia 122 habitants.

## Demografia

### Població
El 2007 la població de fet de Pont-du-Bois era de 122 persones. Hi havia 52 famílies, de les quals 16 eren unipersonals (8 homes vivint sols i 8 dones vivint soles), 24 parelles sense fills, 8 parelles amb fills i 4 famílies monoparentals amb fills.
La població ha evolucionat segons el següent gràfic:
Habitants censats

### Habitatges
El 2007 hi havia 100 habitatges, 51 eren l'habitatge principal de la família, 41 eren segones residències i 8 estaven desocupats. 96 eren cases i 3 eren apartaments. Dels 51 habitatges principals, 43 estaven ocupats pels seus propietaris, 4 estaven llogats i ocupats pels llogaters i 4 estaven cedits a títol gratuït; 3 tenien dues cambres, 4 en tenien tres, 12 en tenien quatre i 32 en tenien cinc o més. 39 habitatges disposaven pel capbaix d'una plaça de pàrquing. A 24 habitatges hi havia un automòbil i a 17 n'hi havia dos o més.

### Piràmide de població
La piràmide de població per edats i sexe el 2009 era:
| Homes | Edats   | Dones |
| ----- | ------- | ----- |
| 0     | 95 o +  | 0     |
| 0     | 90 a 94 | 4     |
| 12    | 85 a 89 | 4     |
| 0     | 80 a 84 | 4     |
| 0     | 75 a 79 | 0     |
| 4     | 70 a 74 | 0     |
| 0     | 65 a 69 | 4     |
| 4     | 60 a 64 | 4     |
| 0     | 55 a 59 | 4     |
| 0     | 50 a 54 | 0     |
| 8     | 45 a 49 | 4     |
| 0     | 40 a 44 | 0     |
| 8     | 35 a 39 | 4     |
| 0     | 30 a 34 | 4     |
| 0     | 25 a 29 | 0     |
| 0     | 20 a 24 | 0     |
| 4     | 15 a 19 | 0     |
| 12    | 10 a 14 | 8     |
| 8     | 5 a 9   | 0     |
| 0     | 0 a 4   | 0     |

## Economia
El 2007 la població en edat de treballar era de 68 persones, 46 eren actives i 22 eren inactives. De les 46 persones actives 41 estaven ocupades (25 homes i 16 dones) i 5 estaven aturades (1 home i 4 dones). De les 22 persones inactives 5 estaven jubilades, 8 estaven estudiant i 9 estaven classificades com a «altres inactius».

### Ingressos
El 2009 a Pont-du-Bois hi havia 48 unitats fiscals que integraven 112 persones, la mediana anual d'ingressos fiscals per persona era de 12.980,5 €.

### Activitats econòmiques
Dels 4 establiments que hi havia el 2007, 1 era d'una empresa extractiva, 1 d'una empresa de construcció, 1 d'una empresa immobiliària i 1 d'una entitat de l'administració pública.
L'únic servei als particulars que hi havia el 2009 era una lampisteria.
L'any 2000 a Pont-du-Bois hi havia 8 explotacions agrícoles que ocupaven un total de 297 hectàrees.

## Poblacions més properes
El següent diagrama mostra les poblacions més properes.